# 밤의 찬가
밤의 찬가는 1980년 공개된 대한민국의 영화이다. 김호선 감독의 작품이다.

## 줄거리
대학생이며 권투선수인 진규와 팬으로 자칭하는 여대생 민혜와의 사랑을 담은 영화이다.

## 배역
- 김추련
- 원미경
- 오수미
- 김희라
- 문태선
- 이순재
- 김용림